# 波利亞計數定理
波利亚计数定理（英語：Pólya enumeration theorem，简称PET）用来研究不同着色方案的计数问题，它是组合数学中的一个重要的计数公式，是伯恩赛德引理的一般化，由波利亞·哲爾吉在1937年的论文中提出并被广泛应用，该结果首先由John Howard Redfield在1927年发表，但当时很少有人能理解，十年后由波利亚独立重新发现。对于含n个对象的置换群G，用t种颜色着色的不同方案数为：
{\displaystyle l={\frac {1}{|G|}}\sum _{g\in G}t^{c(a_{g})}}
其中 {\displaystyle G={a_{1},a_{2},...,a_{g}},c(a_{k})} 为置换{\displaystyle a_{k}}的循环指标（Cycle index）数目。

## 波利亚计数定理的母函数形式
设对{\displaystyle n}个对象用{\displaystyle m}种颜色：{\displaystyle b_{1},b_{2},\cdots ,b_{m}}着色。设
{\displaystyle m^{c(p_{i})}=(b_{1}+b_{2}+\cdots +b_{m})^{c_{1}(p_{i})}(b_{1}^{2}+b_{2}^{2}+\cdots +b_{m}^{2})^{c_{2}(p_{i})}\cdots (b_{1}^{n}+b_{2}^{n}+\cdots +b_{m}^{n})^{c_{n}(p_{i})}}，其中{\displaystyle c_{j}(p_{i})}表示置换群中第{\displaystyle i}个置换循环长度为{\displaystyle j}的个数。
设{\displaystyle S_{k}=(b_{1}^{k}+b_{2}^{k}+\cdots +b_{m}^{k}),k=1,2\cdots ,n}，则波利亚计数定理的母函数形式为：
{\displaystyle P(G)={\frac {1}{\mid G\mid }}\sum _{j=1}^{g}\Pi _{k=1}^{n}S_{k}^{c_{k}(p_{j})}}
波利亚计数定理只是给出计数，但没有给出相应的方案，而母函数形式的波利亚计数定理可以给出相应的方案。

## 示例

### 示例1
使用两种颜色对正方体的六个面的面染色，不同的染色方案数有：
{\displaystyle {\frac {1}{24}}\left(2^{6}+6\times 2^{3}+3\times 2^{4}+6\times 2^{3}+8\times 2^{2}\right)\ =10}

### 示例2

#### 问题描述：
甲烷CH4的4个键任意用H(氢),Cl(氯),CH3(甲基), C2H5(乙基) 连接，有多少种方案？

#### 问题解答：
甲烷的结构为正四面体，设四面体的四个顶点分别为A、B、C、D，将正四面体的转动群按转动轴分类情况如下：
1. 不动旋转：A、B、C、D共有一个(1)4循环；
2. 以顶点与对对面的中心连线为轴，逆时针旋转±120。存在如下置换所对应的旋转：置换(BCD)与置换(BDC)、置换(ACD)与置换(ADC)、置换(ABD)与置换(ADB)，(ABC)及(ACB)，共计8个(1)1(3)1循环。
3. 以正四面体的3对对边之中点联线为旋转轴旋转180度，(AB)(CD)，(AC)(BD)，(AD)(BC),共有3个(2)2循环

根据波利亚计数定理可得:
{\displaystyle {\frac {1}{12}}\left(4^{4}+8\times 4^{2}+3\times 4^{2}\right)\ =36}

## 波利亚计数定理与伯恩赛德引理的比较
- 波利亚计数定理中的群G是作用在n个对象上的置换群。
- 伯恩赛德引理中的群G是对这n个对象染色后的方案集合上的置换群。
- 两个群之间存在一定的联系，群G的元素，相应的在染色方案上也诱导出一个属于G的置换。

## 延伸閱讀
- 萧文强. . 大连理工大学出版社. 2011. ISBN 9787561161487.